# Solidão (livro)
Solidão é um livro-reportagem escrito pelo jornalista José Maria Mayrink.
Escrito na década de 1980 e publicado novamente em 2014, o livro aborda o problema da solidão em São Paulo. Para isso, o autor entrevistou diversas pessoas de diversos segmentos da sociedade: de moradores de rua a empreendedores, de freiras a prostitutas. A reportagem foi inicialmente publicado no jornal O Estado de S. Paulo, em 1982, e, no ano seguinte, no livro.
Nele, a sequência das entrevistas dá a impressão de transitoriedade. As pessoas aparecem e somem como vultos; vêm do nada, e ao nada retornam. São simples indivíduos quaisquer no meio de outros milhões, que ficaram perdidos no tempo e no espaço.
Alguns, todavia, foram reencontrados. "Trinta anos após a produção das reportagens, o jornalista tentou retomar o contato com seus personagens. Muitos já haviam falecido e outros preferiram permanecer em silêncio após anos da publicação."
Lúcia Ribeiro, mineira vivendo em São Paulo, foi ouvida pelo autor do livro. Ela, que recebe cartas de pessoas dispostas a fazer-lhe companhia atribui o problema da solidão às modernidades da época:

A maioria das cartas que vieram do interior de São Paulo e de outros Estados retrata o mesmo quadro. Não sei se o problema é da cidade grande ou do tempo em que vivemos. Estamos numa época em que o relacionamento humano vai se perdendo cada vez mais, por culpa de coisas como videocassete, walkman, computador de bolso...